# گاه‌شمار فناوری سردسازی
در ادامه گاه‌شمار سرماشناسی و فناوری سردسازی تا ۱۵۰ درجهٔ سانتیگراد زیر صفر آورده شده‌است.

## ۱۸ سده پیش از میلاد تا ۱۸ سده پس از میلاد مسیح

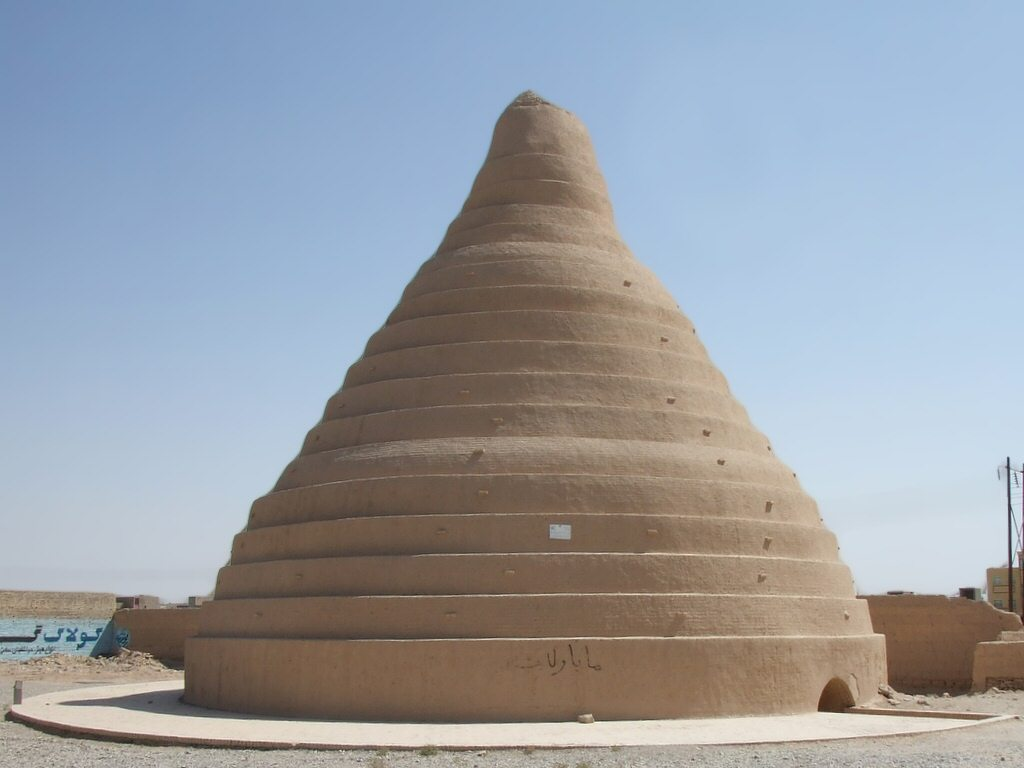
یک یخچال در یزد، ایران

- سال ۱۷۰۰ پیش از میلاد: زیمری لیم فرمانروای ماری در سوریه دستور ساخت نخستین یخچال را در نزدیکی فرات صادر کرد.[نیازمند منبع]
- سال ۵۰۰ پیش از میلاد: نخستین سازهٔ یخچال ساخته شد. ملات این سازه نسبت به انتقال گرما مقاوم بود و هندسهٔ آن همانند یک گنبد بود. برف و یخ در زیر زمین نگهداری می‌شد به گونه‌ای که حتی در ماه‌های گرم سال هم دسترسی به یخ وجود داشت علاوه بر آن برای نگهداری بیشتر مواد خوراکی از این فضا بهره برده می‌شد. یخچالها معمولاً با یک بادگیر همراه بودند.
- سال ۱۳۹۶ پیش از میلاد: انبار نگهداری یخ به نام «دانگ-بینگ-گو-تانگو» به معنی «انبار نگهداری یخ‌های شرق» و «سئو-بینگ-گو» به معنی «انبار نگهداری یخ‌های غرب» در زبان کره‌ای است که در شهر هان-یانگ یا سئول امروزی ساخته شده بود. درون این ساختمان‌ها یخ‌هایی که در زمستان از کنار رود هان جمع‌آوری شده بود نگهداری می‌شد. این انبار به خوبی عایق بندی شده بود و در خدمت خانوادهٔ شاهنشاهی بود. این انبارها در سال ۱۸۹۸ میلادی بسته شد اما خود ساختمان همچنان در سئول وجود دارند.
- ۱۶۵۰: اتو وان گریکه نخستین پمپ خلأ جهان را ساخت و توانست برای نخستین بار در جهان خلاء تولید کند که به آن نیمکره ماگدبورگ هم می‌گویند تا نشان دهد باور ارسطو که طبیعت از خلاء بیزار است نادرست است.
- ۱۶۵۶: رابرت بویل و رابرت هوک یک پمپ هوا ساختند.
- ۱۶۶۲: درستی قانون بویل با استفاده از پمپ خلاء اثبات می‌شود.
- ۱۶۶۵: بویل به صورت تئوری بیان می‌دارد که چگونه به کمترین درجهٔ حرارت برسیم
- ۱۶۷۹:دنی پاپن، شیر ایمنی را می‌سازد.
- ۱۷۰۲: گویلام امنتنس دمای صفر مطلق را برآورد می‌کند که برابر است با ۲۴۰ درجهٔ سانتیگراد زیر صفر. او با استفاده از یک دماسنج هوا به صورت نظری بیان می‌دارد که در این دما حجم و فشار گاز به صفر خواهد رسید.
- ۱۷۵۶:نخستین بیان عمومی مستند شده از سردسازی از سوی ویلیام کولن ارائه می‌شود.[۲]
- ۱۷۸۲: آنتوان لاووازیه و پیر سیمون لاپلاس، کالری سنج یخ را می‌سازند.
- ۱۷۸۴: گاسپار مونژ توانست برای نخستین یک گاز را مایع کند و گوگرد دی‌اکسید را تولید کند.
- ۱۷۸۷: قانون شارل (قانون گازها، در رابطه با حجم و دما)

## سدهٔ ۱۹-ام
- ۱۸۰۲: جان دالتون «کاهش‌پذیری همهٔ سیالات الاستیک از هر نوع به مایع» را نوشت.
- ۱۸۰۲: قانون گی-لوساک (قانون گازها، در رابطه با دما و فشار)
- ۱۸۰۳: کمد سرمای خانگی
- ۱۸۰۳: توماس مور از بالتیمور، اختراع یخچال را به نام خود ثبت کرد.[۳]
- ۱۸۰۵: اولیور ایوانس نخستین ماشین چرخهٔ بستهٔ سردسازی را بر پایهٔ چرخهٔ فشردگی بخار اختراع کرد.
- ۱۸۰۹: جیکوب پرکینز: حق اختراع نخستین ماشین سردساز را به نام خود ثبت کرد.
- ۱۸۱۰: جان لزلی موفق می‌شود آب را به کمک پمپ هوا به یخ تبدیل کند.
- ۱۸۱۱: قانون آووگادرو
- ۱۸۲۳: مایکل فارادی با مایع کردن آمونیاک توسط فرایند سردسازی پدیدآورد.
- ۱۸۲۴: نیکولا سعدی کارنو، چرخه کارنو
- ۱۸۳۴: قانون گاز آرمانی
- ۱۸۳۴: جیکوب پرکینز حق اختراع نخستین سامانهٔ سردسازی فشار-بخار را از آن خود کرد.